# Aachen-Gesetz (1971)
Das Gesetz zur Neugliederung der Gemeinden und Kreise des Neugliederungsraumes Aachen (Aachen-Gesetz) wurde am 14. Dezember 1971 beschlossen und steht im Zusammenhang mit der großen Gebietsreform in Nordrhein-Westfalen.
Der Regierungsbezirk Aachen sowie die Kreise Erkelenz, Jülich, Monschau, Schleiden und Selfkantkreis Geilenkirchen-Heinsberg wurden aufgelöst und neu strukturiert.

## Kurzbeschreibung
| I. Abschnitt   | Gebietsänderungen im Bereich der Gemeinden |
| -------------- | --- |
| § 1            | Eingliederung von Brand, Eilendorf, Haaren, Kornelimünster, Laurensberg, Richterich und Walheim in die Stadt Aachen sowie weitere kleinere Gebietsänderungen |
| § 2            | Zusammenschluss von Herzogenrath, Kohlscheid und Merkstein zur neuen Stadt Herzogenrath sowie weitere kleinere Gebietsänderungen |
| § 3            | Eingliederung von Bardenberg und Broichweiden in die Stadt Würselen sowie weitere kleinere Gebietsänderungen |
| § 4            | Zusammenschluss von Alsdorf, Bettendorf und Hoengen zur neuen Stadt Alsdorf sowie weitere kleinere Gebietsänderungen |
| § 5            | Eingliederung von Dürwiß, Kinzweiler, Laurenzberg, Lohn und Weisweiler in die Stadt Eschweiler sowie weitere kleinere Gebietsänderungen; das Amt Dürwiß wird aufgelöst, und Rechtsnachfolgerin ist die Stadt Eschweiler |
| § 6            | Eingliederung von Breinig, Gressenich, Venwegen und Zweifall in die Stadt Stolberg sowie weitere kleinere Gebietsänderungen |
| § 7            | Zusammenschluss von Höfen, Imgenbroich, Kalterherberg, Konzen, Monschau, Mützenich und Rohren zur neuen Stadt Monschau sowie weitere kleinere Gebietsänderungen; die Ämter Imgenbroich und Kalterherberg werden aufgelöst, und Rechtsnachfolgerin ist die Stadt Monschau |
| § 8            | Zusammenschluss von Eicherscheid, Kesternich, Lammersdorf, Rurberg, Simmerath, Steckenborn und Strauch zur neuen Gemeinde Simmerath sowie weitere kleinere Gebietsänderungen; die Ämter Kesternich und Simmerath werden aufgelöst, und Rechtsnachfolgerin ist die Gemeinde Simmerath |
| § 9            | Zusammenschluss von Broich, Bronsfeld, Dreiborn, Gemünd, Harperscheid, Oberhausen, Schleiden und Schöneseiffen zur neuen Stadt Schleiden sowie weitere kleinere Gebietsänderungen; das Amt Harperscheid wird aufgelöst, und Rechtsnachfolgerin ist die Stadt Schleiden |
| § 10           | Eingliederung von Flurstücken in die Gemeinden Hellenthal, Kall und Nettersheim |
| § 11           | Zusammenschluss von Mechernich und Veytal zur neuen Gemeinde Mechernich sowie weitere kleinere Gebietsänderungen |
| § 12           | Eingliederung von Bürvenich und Füssenich sowie der Gemarkung Schwerfen in die Stadt Zülpich |
| § 13           | Eingliederung von Arnoldsweiler, Birgel, Birkesdorf, Derichsweiler, Gürzenich, Echtz-Konzendorf, Lendersdorf, Mariaweiler-Hoven, Merken und Niederau in die Stadt Düren sowie weitere kleinere Gebietsänderungen; die Ämter Birgel, Birkesdorf und Merken werden aufgelöst, und Rechtsnachfolgerin ist die Stadt Düren; das Amt Merzenich wird aufgelöst, und Rechtsnachfolgerin ist die Gemeinde Merzenich |
| § 14           | Eingliederung von Obermaubach-Schlagstein und Untermaubach in die Gemeinde Kreuzau sowie weitere kleinere Gebietsänderungen; das Amt Kreuzau wird aufgelöst, und Rechtsnachfolgerin ist die Gemeinde Kreuzau |
| § 15           | Eingliederung der Gemeinde Vossenack in die Gemeinde Hürtgenwald sowie weitere kleinere Gebietsänderungen |
| § 16           | Zusammenschluss von Abenden, Berg-Thuir, Embken, Heimbach, Muldenau, Nideggen, Schmidt und Wollersheim zur neuen Stadt Nideggen sowie weitere kleinere Gebietsänderungen; das Amt Nideggen wird aufgelöst, und Rechtsnachfolgerin ist die Stadt Nideggen |
| § 17           | Zusammenschluss von D’horn, Geich-Obergeich, Jüngersdorf, Langerwehe, Luchem und Wenau zur neuen Gemeinde Langerwehe sowie weitere kleinere Gebietsänderungen; die Ämter Echtz und Langerwehe werden aufgelöst, und Rechtsnachfolgerin ist die Gemeinde Langerwehe |
| § 18           | Zusammenschluss von Altdorf, Frenz, Inden, Lamersdorf, Lucherberg, Pier und Schophoven zur neuen Gemeinde Inden sowie weitere kleinere Gebietsänderungen; die Ämter Inden und Lucherberg werden aufgelöst, und Rechtsnachfolgerin ist die Gemeinde Inden |
| § 19           | Zusammenschluss von Ellen, Hambach, Huchem-Stammeln, Krauthausen, Niederzier, Oberzier, Selhausen und Lich-Steinstraß zur neuen Gemeinde Niederzier sowie weitere kleinere Gebietsänderungen |
| § 20           | Zusammenschluss von Müddersheim und Vettweiß zur neuen Gemeinde Vettweiß; das Amt Vettweiß wird aufgelöst, und Rechtsnachfolgerin ist die Gemeinde Vettweiß |
| § 21           | Eingliederung von Barmen, Bourheim, Broich, Kirchberg, Koslar, Mersch, Merzenhausen, Pattern bei Mersch, Stetternich und Welldorf in die Stadt Jülich sowie weitere kleinere Gebietsänderungen; die Ämter Koslar und Stetternich werden aufgelöst, und Rechtsnachfolgerin ist die Stadt Jülich |
| § 22           | Zusammenschluss von Aldenhoven, Dürboslar, Engelsdorf, Freialdenhoven, Niedermerz, Pattern bei Aldenhoven, Schleiden (Kreis Jülich) und Siersdorf zur neuen Gemeinde Aldenhoven sowie weitere kleinere Gebietsänderungen; das Amt Aldenhoven wird aufgelöst, und Rechtsnachfolgerin ist die Gemeinde Aldenhoven |
| § 23           | Eingliederung von Floßdorf in die Stadt Linnich |
| § 24           | Zusammenschluss von Rödingen und Titz zur neuen Gemeinde Titz sowie weitere kleinere Gebietsänderungen; das Amt Titz wird aufgelöst, und Rechtsnachfolgerin ist die Gemeinde Titz |
| § 25           | Zusammenschluss von Baesweiler, Oidtweiler, Puffendorf und Setterich zur neuen Gemeinde Baesweiler; das Amt Baesweiler wird aufgelöst, und Rechtsnachfolgerin ist die Gemeinde Baesweiler |
| § 26           | Eingliederung aus der Gemarkung Merkstein in die Stadt Übach-Palenberg |
| § 27           | Zusammenschluss von Heinsberg, Karken, Kempen, Kirchhoven, Oberbruch-Dremmen, Randerath und Waldenrath zur neuen Stadt Heinsberg sowie weitere kleinere Gebietsänderungen; das Amt Karken wird aufgelöst, und Rechtsnachfolgerin ist die Stadt Heinsberg |
| § 28           | Zusammenschluss von Baal, Brachelen, Doveren, Hückelhoven-Ratheim und Rurich zur neuen Stadt Hückelhoven sowie weitere kleinere Gebietsänderungen; die Ämter Baal und Brachelen werden aufgelöst, und Rechtsnachfolgerin ist die Stadt Hückelhoven |
| § 29           | Eingliederung von Beeck, Immendorf, Lindern, Süggerath, Teveren und Würm in die neue Stadt Geilenkirchen sowie weitere kleinere Gebietsänderungen; das Amt Immendorf-Würm wird aufgelöst, und Rechtsnachfolgerin ist die Stadt Geilenkirchen |
| § 30           | Zusammenschluss von Braunsrath, Haaren (Selfkantkreis Geilenkirchen-Heinsberg) und Waldfeucht zur neuen Gemeinde Waldfeucht sowie weitere kleinere Gebietsänderungen; das Amt Waldfeucht wird aufgelöst, und Rechtsnachfolgerin ist die Gemeinde Waldfeucht |
| § 31           | Zusammenschluss von Birgelen, Effeld, Myhl, Ophoven, Orsbeck und Wassenberg zur neuen Gemeinde Wassenberg sowie weitere kleinere Gebietsänderungen; das Amt Wassenberg wird aufgelöst, und Rechtsnachfolgerin ist die Gemeinde Wassenberg |
| § 32           | Zusammenschluss von Borschemich, Erkelenz, Gerderath, Golkrath, Granterath, Holzweiler, Immerath, Keyenberg, Kückhoven, Lövenich, Schwanenberg und Venrath zur neuen Stadt Erkelenz sowie weitere kleinere Gebietsänderungen; die Ämter Erkelenz-Land und Holzweiler werden aufgelöst, und Rechtsnachfolgerin ist die Stadt Erkelenz |
| § 33           | Eingliederung von Arsbeck und Wildenrath in die Gemeinde Wegberg sowie weitere kleinere Gebietsänderungen; das Amt Myhl wird aufgelöst, und Rechtsnachfolgerin ist die Gemeinde Wegberg |
| § 34           | Zusammenschluss von Elmpt und Niederkrüchten zur neuen Gemeinde Niederkrüchten sowie weitere kleinere Gebietsänderungen |
| II. Abschnitt  | Gebietsänderungen im Kreisbereich |
| § 35           | Zusammenfassung von Herzogenrath, Alsdorf, Würselen, Baesweiler, Eschweiler, Stolberg, Roetgen, Simmerath und Monschau zum neuen Kreis Aachen mit Sitz in Aachen |
| § 36           | Zusammenfassung von Niederkrüchten, Wegberg, Wassenberg, Waldfeucht, Heinsberg, Hückelhoven, Erkelenz, Selfkant, Gangelt, Geilenkirchen und Übach-Palenberg zum neuen Kreis Heinsberg mit Sitz in Heinsberg |
| § 37           | Zusammenfassung von Linnich, Titz, Aldenhoven, Jülich, Inden, Niederzier, Langerwehe, Düren, Merzenich, Nörvenich, Hürtgenwald, Kreuzau, Vettweiß und Nideggen zum neuen Kreis Düren mit Sitz in Düren |
| § 38           | Zusammenfassung von Erftstadt, Zülpich, Weilerswist, Schleiden, Mechernich, Euskirchen, Hellenthal, Kall, Nettersheim, Bad Münstereifel, Dahlem und Blankenheim zum neuen Kreis Euskirchen |
| III. Abschnitt | Schlussbestimmungen |
| § 39           | Bestätigung der Gebietsänderungsverträge und Bestimmungen |
| § 40           | Fortdauer der Verordnungen zum Schutz von Landschaftsteilen oder Naturdenkmalen |
| § 41           | Sonderplanungsausschuss für das Gebiet der Stadt und des Kreises Aachen |
| § 42           | gegenstandslos |
| § 43           | Realschulzweckverband und Berufsschulen |
| § 44           | Personalvertretungen |
| § 45           | Auflösung der Räte der aufnehmenden Gemeinden |
| § 46           | Zuordnung der neuen Gemeinden zu Amtsgerichten: Herzogenrath ans AG Aachen, Monschau und Simmerath ans AG Monschau, Schleiden ans AG Gemünd, Mechernich ans AG Euskirchen, Langerwehe, Nideggen und Vettweiß ans AG Düren, Aldenhoven, Inden, Niederzier und Titz ans AG Jülich, Geilenkirchen ans AG Geilenkirchen, Heinsberg, Waldfeucht und Wassenberg ans AG Heinsberg, Erkelenz und Hückelhoven ans AG Erkelenz, Alsdorf und Baesweiler ans AG Aachen, Niederkrüchten und Wegberg ans AG Erkelenz, Stolberg ans AG Eschweiler sowie Übergangsbestimmungen bis zum 1. April 1973 und die Aufhebung der AG Wegberg und Stolberg mit Ablauf des 31. März 1973 |
| § 47           | Ausscheiden des Kreises Euskirchen aus dem Bezirk des Verwaltungsgerichts Köln und Zuordnung an das Aachener Verwaltungsgericht |
| § 48           | Zusammenfassung der Stadt und des Kreises Aachen zu einem Kreispolizeibezirk |
| § 49           | Inkrafttreten am 1. Januar 1972 |

## Spätere Änderungen
- Im Unterschied zu den Neuregelungen auf der Gemeinde- und der Kreisebene wurde der Regierungsbezirk Aachen erst mit Wirkung vom 1. August 1972 aufgelöst und fast komplett in den Regierungsbezirk Köln eingegliedert. Kleine Gebiete wurden in den Regierungsbezirk Düsseldorf umgegliedert.
- Die Stadt Heimbach der hier beschriebenen Gemeinde Nideggen wurde wieder ausgegliedert und aufs Neue eigenständig.
- Niederkrüchten wurde später dem Kreis Viersen zugeordnet.
- Erftstadt wurde später dem Erftkreis (heute Rhein-Erft-Kreis) zugeordnet.

## Gesetz im Wortlaut
- Gesetz zur Neugliederung der Gemeinden und Kreise des Neugliederungsraumes Aachen (Aachen-Gesetz)
- Gebietsänderungsverträge zwischen der Stadt Aachen und den Gemeinden Brand, Eilendorf, Haaren, Laurensberg und Richterich sowie Bestimmungen über Einzelheiten der Eingliederung der Gemeinden Kornelimünster und Walheim in die Stadt Aachen aus Anlaß der Neugliederung der Gemeinden und Kreise des Neugliederungsraumes Aachen am 01. Januar 1972 (PDF-Datei; 50 kB)